# Сен-Марсель-лез-Анноне
Сен-Марсе́ль-лез-Анноне́ (фр. Saint-Marcel-lès-Annonay, окс. Sant Marcel lès Annonay) — коммуна во Франции, находится в регионе Рона — Альпы. Департамент коммуны — Ардеш. Входит в состав кантона Северный Анноне. Округ коммуны — Турнон-сюр-Рон.
Код INSEE коммуны — 07265.

## Население
Население коммуны на 2008 год составляло 1309 человек.
| 1962 | 1968 | 1975 | 1982 | 1990 | 1999 | 2008 |
| ---- | ---- | ---- | ---- | ---- | ---- | ---- |
| 782  | 750  | 734  | 962  | 1152 | 1189 | 1309 |

## Экономика
В 2007 году среди 815 человек в трудоспособном возрасте (15—64 лет) 612 были экономически активными, 203 — неактивными (показатель активности — 75,1 %, в 1999 году было 73,2 %). Из 612 активных работали 565 человек (287 мужчин и 278 женщин), безработных было 47 (26 мужчин и 21 женщина). Среди 203 неактивных 62 человека были учениками или студентами, 93 — пенсионерами, 48 были неактивными по другим причинам.

## Фотогалерея
- Река Терне
- Карта коммуны